# Königsmoschee (Berat)

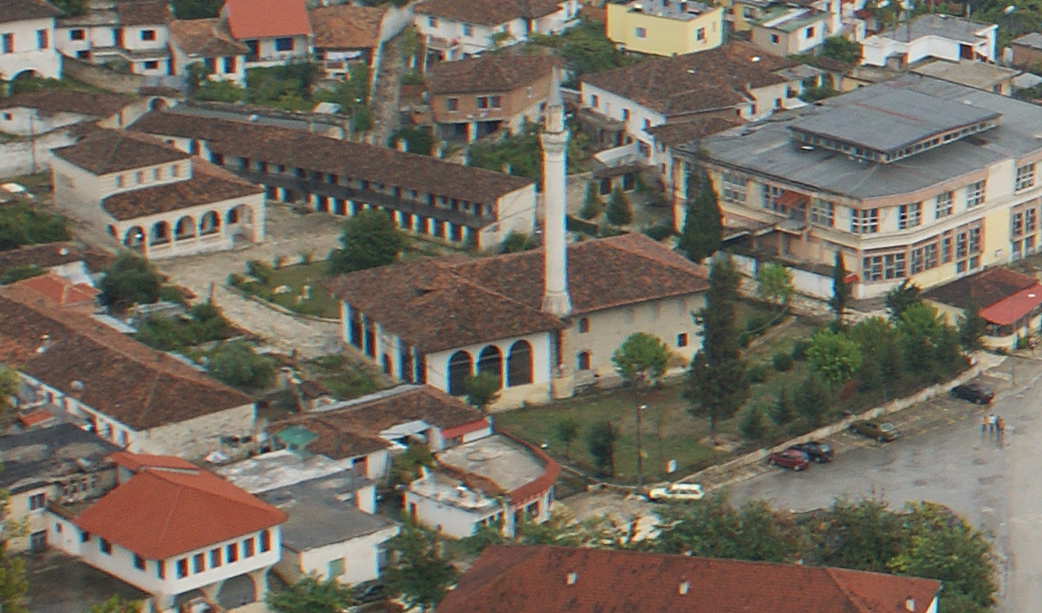
Moschee, dahinter Tekke und Karawanserei

Die Königsmoschee (oder auch Sultanmoschee, Kaisermoschee; albanisch Xhamia e Mbretit/Xhamia Mbret oder auch Xhamia e Sulltanit) ist ein bedeutendes historisches Bauwerk im zentralalbanischen Berat. Seit 1948 zählt sie zu den Kulturdenkmälern Albaniens. Die Moschee wurde 1492 vom osmanischen Sultan Bayezid II. errichtet, daher auch der Name. Ihr heutiges Aussehen erhielt sie im 18. Jahrhundert.
Die Königsmoschee steht im Stadtteil Mangalem neben der Karawanserei aus dem 17. Jahrhundert und der Helveti-Tekke aus dem 18. Jahrhundert.

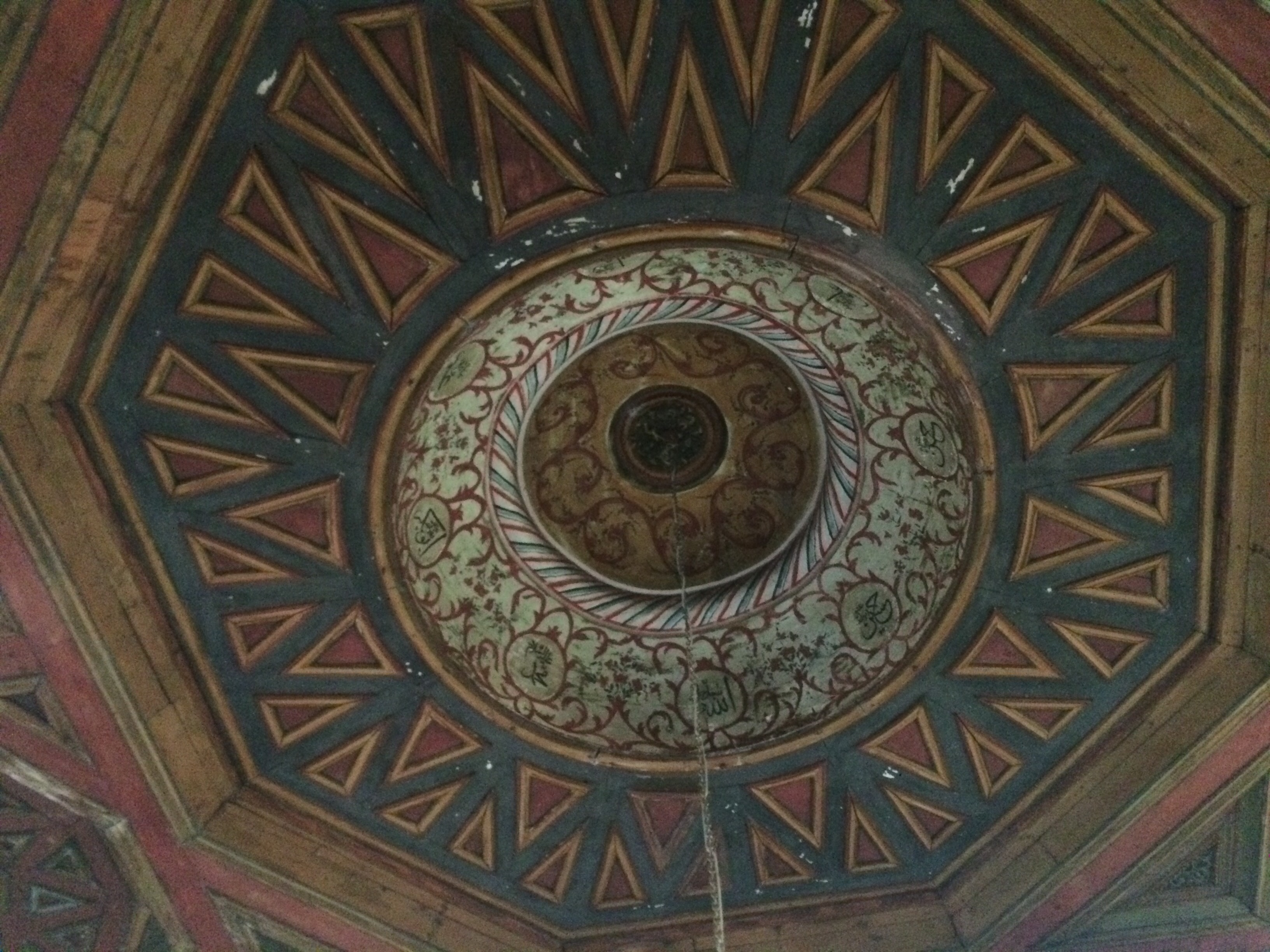
Decke der Moschee

Die Moschee besteht aus dem Minarett und dem viereckigen Hauptgebäude, worin der große Betsaal untergebracht ist. Auch eine Holzempore für Frauen mit vielen Verzierungen befindet sich darin.